# Pieter Steenkamp
Pieter Willem Steenkamp (Axel, gedoopt 30 juli 1791 – Londen, 13 januari 1861) was een Nederlandse notaris en burgemeester van Terneuzen.

## Leven en werk
Steenkamp werd in 1791 geboren als een zoon van de hotelier Johann Christoffel Steenkamp en van Anna Simonsen. Steenkamp was notaris te Terneuzen. In 1819 werd hij benoemd tot burgemeester van Terneuzen. In 1851 kreeg hij op eigen verzoek ontslag verleend als burgemeester. Van 1836 tot 1857 maakte hij deel uit van Provinciale Staten van Zeeland. 
Steenkamp trouwde te Terneuzen op 15 februari 1815 met Cornelia Dregmans. Hij overleed in 1861 in de Engelse hoofdstad Londen.